# Pjer Pol Emil Ru
Pjer Pol Emil Ru (fr. Pierre Paul Émile Roux; Konfolan, Šarant 17. Decembar 1853. - Pariz 3. Novembar 1933 ) je bio francuski lekar koji se bavio bakteriologijom i imunologijom. On je bio blizak saradnik sa Luj Pasterom (1822–1895), sa kojim je radio n. stvaranju seruma protiv difterij, prvi efikasan način tretmana bolesti. Takođe su osnivači Paster instituta.

## Mladost
Pjer je dobio evropski bakalaureat iz nauke u 1871. godine, zatim je zapo'čeosvoje studije 1872. godine na Medical School of Clermont-Ferrand. U početku je radio kao asistent dok je studirao hemiju na fakultetu nauka, pod Emile Duclaux-om. Od 1874 do 1878, on je nastavio da studira u Parizu, u kom je bio primljen kao klinički asistent u Hôtel-Dieu de Paris. Između 1874 i 1877 Ru je dobio stipendiju za vojnu školu u Val-de-Grace, ali je obustavljena nakon neuspeha da iznese svoju disertaciju u dogledno vreme. Godine 1878. počeo je da radi kao asistent na fermentaciji zahvaljujući njegovom pokrovitelj Duclaux-om na Univerzitetu u Sorboni.

## Rad sa Pasterom
Diklo je preporučio Rua Pasteru, koji je bio u potrazi za asistentima i Ru se pridružio Pasteru u laboratoriji kao asistent od 1878. do 1883. godine u Višoj normalnoj školi u Parizu. Počeo je sa svojim istraživanjima na mikrobiološke uzroke bolesti i u tom svojstvu je radio sa Pasterom na ptičijoj koleri (1879-1880) i antraksu (1879-1890) i bio je uključen u poznatom eksperimentu o antraks vakcinaciji životinja na Pouilly-le-Fort.
1883, on je predstavio doktorsku disertaciju u medicini pod nazivom  Des nouvelles akvizicije sur la Rage , u kojem je opisao svoja istraživanja na besnilu sa Pasterom od 1881. godine, što je dovelo do razvoja prve vakcinacije protiv ove zastrašujuće bolesti. Ru je tada bio priznat kao stručnjak u nastajanju nauka medicinske mikrobiologije i imunologije. Ru je putovao sa Pasterovim pomoćnicima (Edmond Nocard,Louis Thuillier, koji je umro dok je bio u Aleksandriji nakon zaraze od bolesti, i Straus) 1883. u Egipat da bi proučavao epidemiju kolere odakle je i izbila, ali oni nisu mogli da pronađu patogen za bolest, koja je kasnije otkrivena u Aleksandiji od strane nemačkog lekara Roberta Koha.
Od 1883. i narednih 40 godina, Emil Ru je bio uključen u stvaranju onoga što će kasnije postati institut Paster. On je podelio svoje vreme na biomedicinska istraživanja i administrativne poslove. 1888. je bila važna godina u njegovoj karijeri jer je tada prihvatio položaj direktora službe, pridružio redakcije  Annales de l'Institut Pasteur i osnovao prvi redovni kurs o mikrobiološkim tehnikama, koji je postao izuzetno uticajan materijal u obuci mnogih značajnih francuskih i stranih istraživača i lekara u zaraznim bolestima.

## Istraživanje difterije
Takođe 1883. Ru je objavio, sa Alekandrom Lersinom, prvi od njegovih klasičnih radova na istraživanju uzroka od difterije od strane Klebs-Loeffler bacila, a zatim izuzetno rasprostranjene i smrtonosne bolesti, posebno među decom. Studirao je svoj otrov i njegova svojstva i 1891. je počeo da razvija efikasni serum za lečenje bolesti. Nakon demonstracija, od strane Emil Adolf von Behring (1854-1917) i Kitasato Shibasaburō (1852- 1931) moglo se videti da se antitela za difteričan toksin mogu proizvesti kod životinja. On je uspešno demonstrirao korišćenje ovog otrova sa Auguste Chaillou u studiji na 300 obolele dece u bolnici Hôpital des Enfants-Malades i od tada je pozdravljen kao naučni heroj u medicinskim kongresima širom Evrope.

## Ostala istraživanja i pozne godine
U narednim godinama, Ru se neumorno posvetio mnogim istraživanjima u vezi sa mikrobiologijom i imunologijom nad tetanusom, tuberkolozom, sifilisom i pneumonijom. On je izabran za člana Kraljevske švedske akademije nauka 1900. 1904. je nominovan za Pasterov bivši položaj generalnog direktora Instituta Paster.
1916. se preselio u mali stan u bolnici Paster, gde je umro 3. novembra 1933. godine.

## Spoljašnje veze
- English biography of Pierre Paul Émile Roux. Pasteur Brewing
- Pierre Paul Émile Roux. Biographie. Institut Pasteur, Paris.
- Bibliography of P.P.E. Roux. Pasteur Institute.